# Zmarzły Szczyt
Zmarzły Szczyt (słow. Popradský Ľadový štít, niem. Eisseespitze, węg. Jeges-tavi-csúcs) – zwornikowy szczyt o wysokości 2394 m n.p.m. w głównej grani Tatr. Od niego odchodzą:
- w kierunku wschodnim – grań główna (Batyżowiecka Grań) ze szczytami: Kaczym i Batyżowieckim. Grań rozdziela doliny: Batyżowiecką (Batizovská dolina) i Dolinę Kaczą (Kačacia dolina) należącą do systemu Doliny Białej Wody (Bielovodská dolina). Od Kaczego Szczytu Zmarzły Szczyt jest oddzielony Jurgowską Przełęczą, powyżej nich znajdują się jeszcze Jurgowskie Wrótka.
- w kierunku północno-zachodnim – grań główna ze Wschodnim Szczytem Żelaznych Wrót, Śnieżnymi Kopami, Zachodnim Szczytem Żelaznych Wrót, Żłobistym, Rumanowym i Gankiem. Grań rozdziela doliny: Dolinę Złomisk (Zlomisková dolina) (odnoga Doliny Mięguszowieckiej) od Doliny Kaczej. Od Wschodniego Szczytu Żelaznych Wrót Zmarzły Szczyt oddziela Rumiska Przełączka.
- W kierunku południowym odchodzi od niego boczna grań grzbietu Kończystej (Končistá), która oddziela Dolinę Złomisk i Dolinę Stwolską (Štôlska dolina) od Doliny Batyżowieckiej. Punkt zwornikowy znajduje się nie w samym wierzchołku Zmarzłego Szczytu, lecz kilkanaście metrów na południowy zachód od niego. Najbliższa Zmarzłemu Szczytowi jest turnia Drąg, oddzielona od niego Przełęczą koło Drąga.

Pierwsze odnotowane wejścia należą do taterników węgierskich:
- letnie – Oliver Gömöry i przewodnik Paul Kirner, 15 sierpnia 1890 r.
- zimowe – Gyula Hefty i Lajos Rokfalusy, 27 kwietnia 1913 r.

Nazwa szczytu nawiązuje do położonego w Dolinie Złomisk Zmarzłego Stawu (Ľadové pleso).

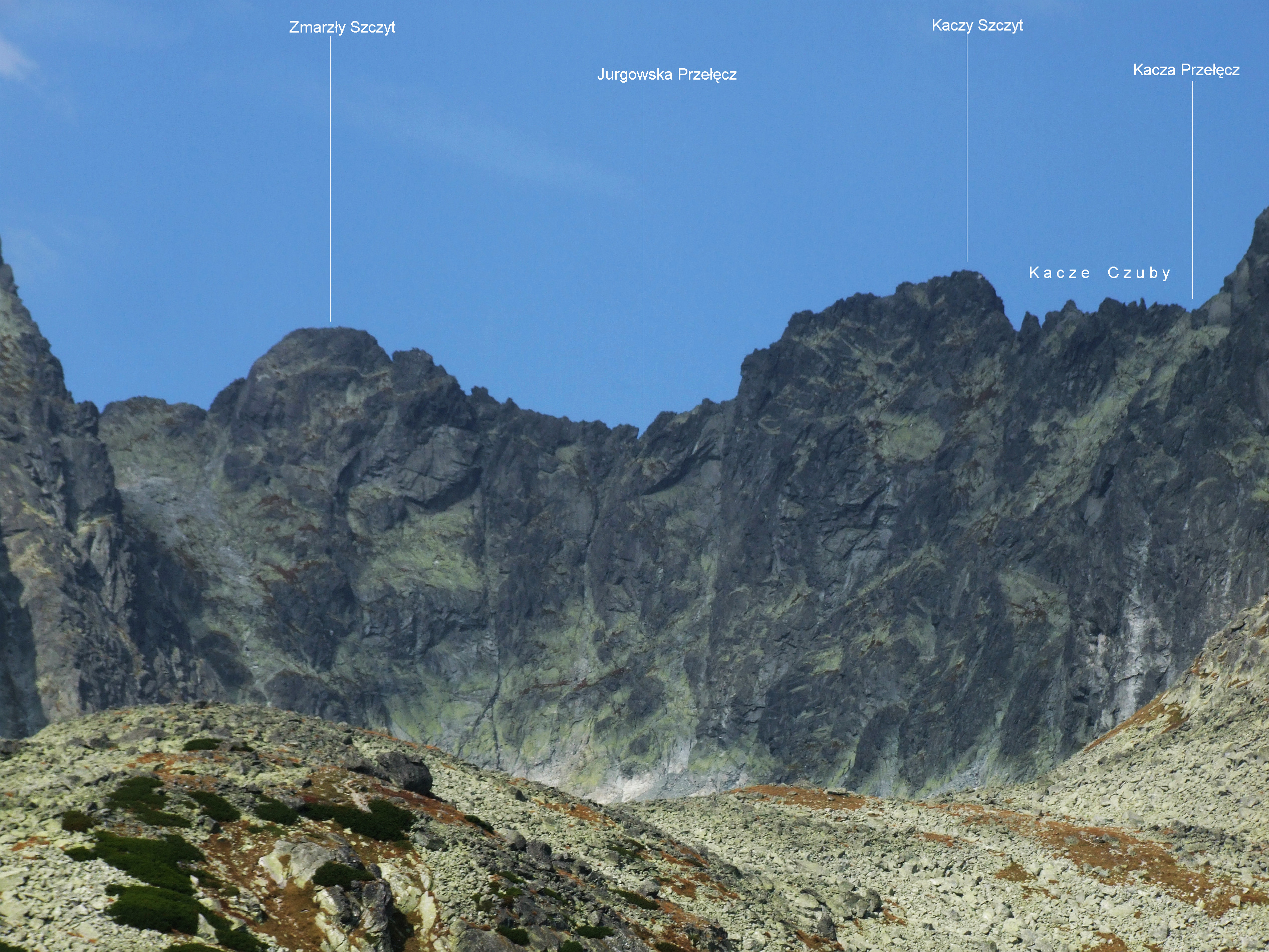
Widok z Doliny Batyżowieckiej